# Александр Зупан
Александр Зупан (3 березня 1847, Сан-Кандідо, Тіроль — 7 липня 1920, Бреслау) — австрійський географ та метереолог. Викладач Чернівецького університету.

## Біографія
Олександр Зупан народився в 1847 році як молодший брат Йозефа Суппана. Після навчання в Граці та Відні Зупан став викладачем Realschule в Любляні в 1871 році. З 1875 по 1877 рік він знову їздив до Граца, Галле і Лейпцига для спеціальної підготовки до академічного предмета. 1877 Зупан працював викладачем Державної гімназії міста Чернівці та приват-доцентом в Університеті Франца Йосипа. У 1884 році вона призначила його професором географії. У тому ж році він також взяв на себе видання «Географічних повідомлень» Петермана, для яких у 1885 році заснував корисні доповіді з географічної літератури. Посаду редактора обіймав 25 років. У 1909 році він перейшов до Вроцлавського університету, де був професором географії до 1916 року.
У 1886 році був обраний членом Німецької академії природничих наук Леопольдіна. У 1904 році отримав від Леопольдіни медаль Котенія.

## Роботи

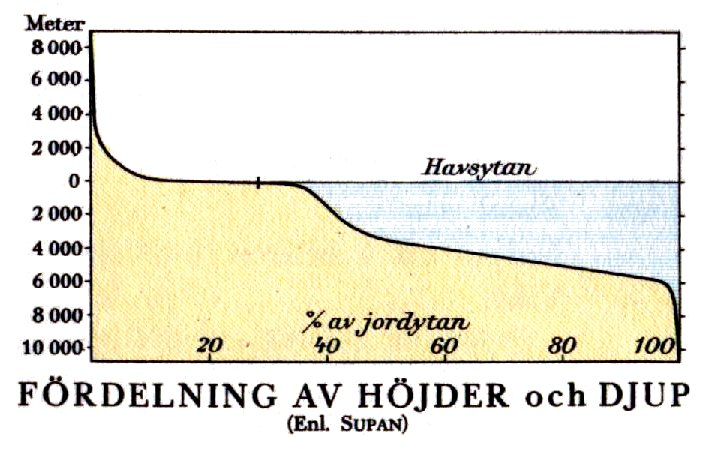
Розподіл злетів і падінь землі
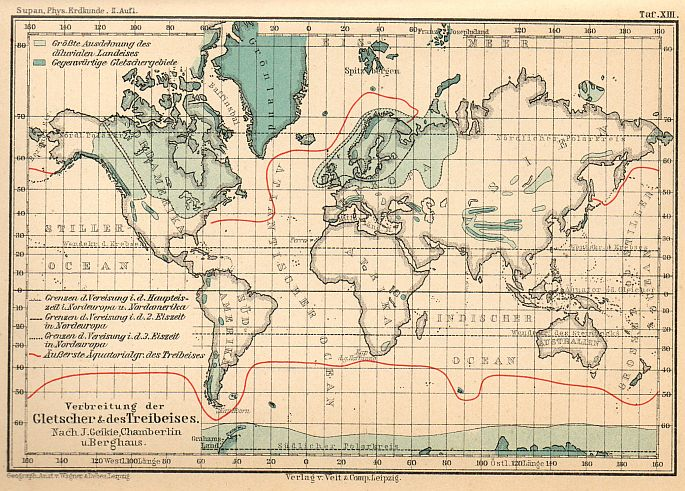
Розповсюдження льодовиків і дрейфуючих льодів у 1896 році
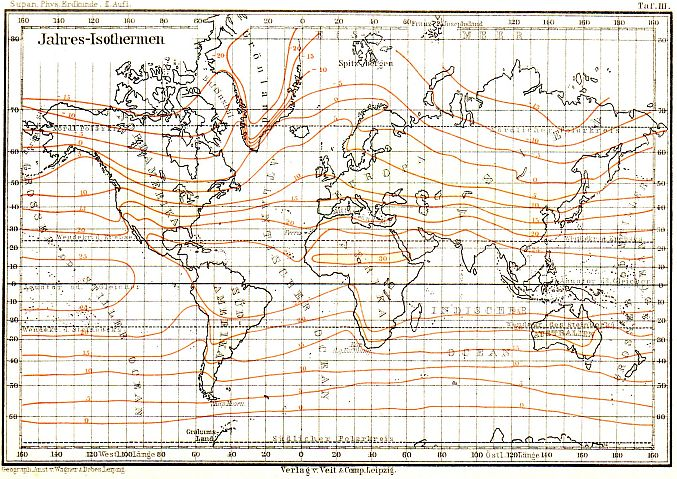
Ізотерми року 1896 року
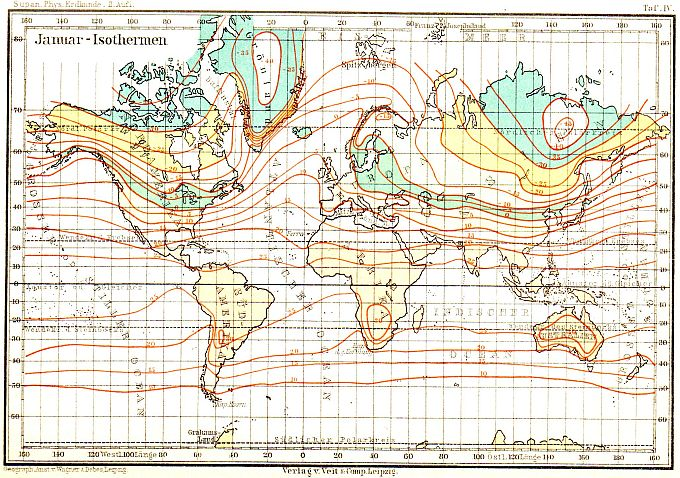
Ізотерми січня 1896 року
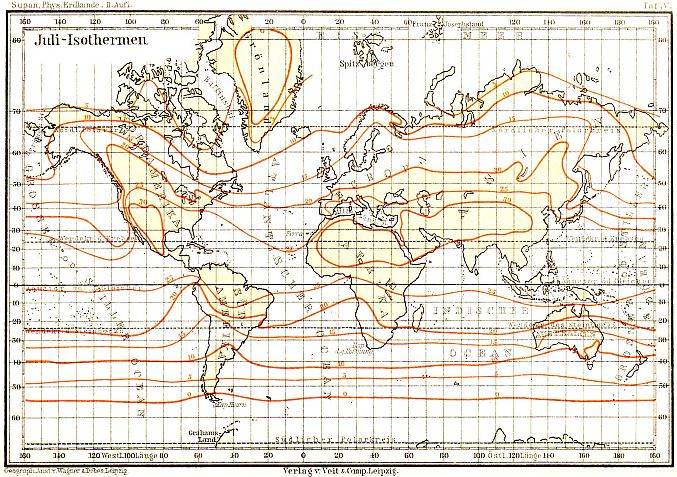
Ізотерми липня 1896 року

- Підручник географії для австрійських середніх шкіл. Любляна 1874.
- Статистика нижніх повітряних течій. Лейпциг 1881.
- Основи фізичної географії. Лейпциг 1884.
- Архів економічної географії. (Частина 1: Північна Америка 1880—1885).
- Розподіл опадів на твердій поверхні землі. Гота 1898.
- Територіальний розвиток європейських колоній: з атласом колоніальної історії з 12 карт і 40 карт у тексті. Гота 1906.
- Німецька шкільна географія. Гота 1910
- Методичні вказівки із загальнополітичної географії. Лейпциг 1918 р
- проф лікар Німецька шкільна географія А. Супана. Гота 1925—1936 (2 частини)